# Seksualna penetracija
Seksualna penetracija je umetanje dijela tijela ili drugog predmeta u tjelesni otvor, kao što su vagina, anus ili usta, kao dio ljudske seksualne aktivnosti ili životinjske seksualne aktivnosti.
Izraz se najčešće koristi u zakonima u kontekstu zabrane nekih seksualnih aktivnosti. Izrazi kao što su "snošaj" i "tjelesno znanje" češće se nalaze u starim zakonima, a mnogi moderni zakoni koriste izraz "seksualna penetracija" jer je to širi izraz koji obuhvaća bilo koji oblik penetracijskog seksa, uključujući i prste ili predmete te minimalnu penetraciju.

## Definicije
Kada se penis umetne u vaginu, to se najčešće naziva vaginalnim ili seksualnim snošajem. Kada penis penetrira anus druge osobe, najčešće se naziva analnim seksom ili analnim snošajem. Penetracijski oralni seks može uključivati umetanje penisa u usta (felacija) ili u žensku vaginu ili stidnicu (kunilingus). Jezik može i penetrirati anus tokom anilingusa, koji je oblik oralnog i analnog seksa.Ako jedan ili više prsta penetrira otvor, to se zove prstenjačenje. Umetanje predmeta, kao što je dildo, vibrator ili druga seksualna igračka, u genitalno područje ili anus osobe može se smatrati seksualnom penetracijom.